# Чарна-Весь (Мазовецьке воєводство)
Чарна-Весь (пол. Czarna Wieś) — село в Польщі, у гміні Пйонки Радомського повіту Мазовецького воєводства.
Населення — 1075 осіб (2011).

## Демографія
Демографічна структура станом на 31 березня 2011 року:
|          | Загалом | Допрацездатний вік | Працездатний вік | Постпрацездатний вік |
| -------- | ------- | ------------------ | ---------------- | -------------------- |
| Чоловіки | 522     | 119                | 367              | 36                   |
| Жінки    | 553     | 126                | 310              | 117                  |
| Разом    | 1075    | 245                | 677              | 153                  |